# Yeridá
Yeridá (en hebreo: ירידה‎; lit. ‘bajada’, ‘descenso’) es un término que se usa en Israel para describir la emigración judía voluntaria desde Israel (y, anteriormnte, de la Tierra de Israel) a la diáspora. Es el antónimo del término aliá ("ascenso"), que denota la inmigración judía hacia Israel.